# Finsko na Letních olympijských hrách 1988
Finsko na Letních olympijských hrách 1988 v jihokorejském Soulu reprezentovalo 80 sportovců, z toho 60 mužů a 20 žen. Nejmladším účastníkem byl Petri Suominen (17 let, 142 dní), nejstarším pak Sakari Paasonen (52 let, 349 dní). Reprezentanti vybojovali 4 medaile, z toho 1 zlatou, 1 stříbrnou a 2 bronzové.

## Medailisté
| Medaile | Jméno         | Sport    | Disciplína            |
| ------- | ------------- | -------- | --------------------- |
| Zlato   | Tapio Korjus  | Atletika | Muži hod oštěpem      |
| Stříbro | Harri Koskela | Zápas    | řecko-římský do 90 kg |
| Bronz   | Seppo Räty    | Atletika | Muži hod oštěpem      |
| Bronz   | Tapio Sipilä  | Zápas    | řecko-římský do 68 kg |